# Palladis Tamia

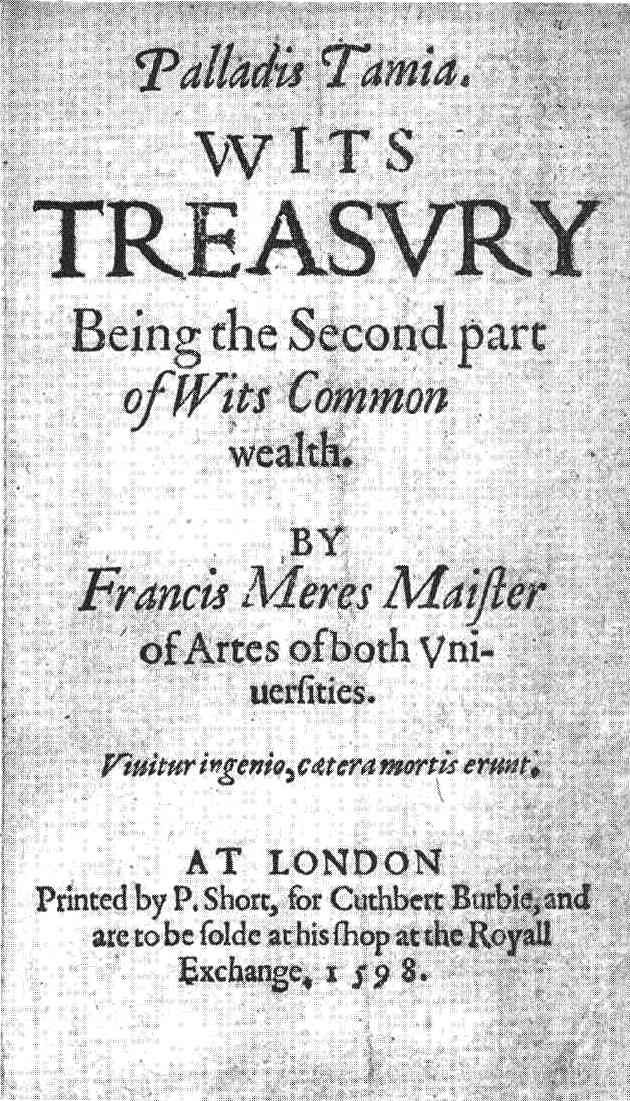
Palladis Tamia, titelpagina

Palladis Tamia (volledige titel: Palladis Tamia; Wits Treasury) is een boek uit 1598 van  Francis Meres dat historisch belangrijke informatie bevat over elizabethaanse dichters. In de Engelse literatuurgeschiedenis geldt het als het eerste kritische verslag van de gedichten en vroege toneelstukken van William Shakespeare. 
Palladis Tamia werd ingeschreven in het Stationers' Register op 7 september 1598. Het boek bevat morele en kritische reflecties die zijn ontleend aan verschillende bronnen, waaronder teksten over filosofie, muziek en schilderkunst. In het hoofdstuk "Comparative Discourse of our English poets with the Greeke, Latin, and Italian poets" vergelijkt Meres klassieke auteurs met de Engelse dichters vanaf Geoffrey Chaucer tot zijn eigen tijd.